# Pelusio

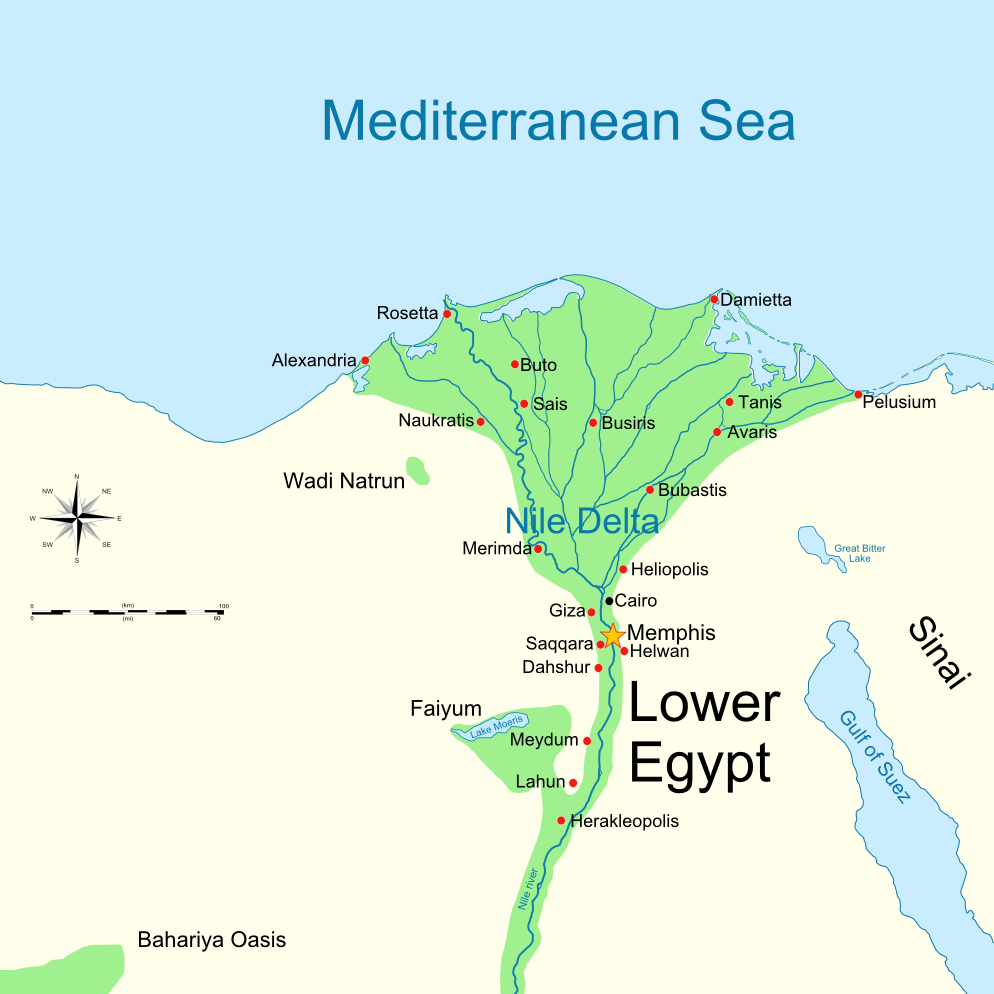
Mapa del Bajo Egipto con Pelusio en el extremo oriental.

Pelusio (en griego antiguo: Πηλούσιον, Pelusion; en copto: Ⲡⲉⲣⲉⲙⲟⲩⲛ, romanizado: Peremoun o Ⲥⲓⲛ, romanizado: Sin; en árabe: الفرما, al-Faramā; en árabe egipcio: تل الفرما, Tell el-Farama.) fue una antigua ciudad del Bajo Egipto, situada en el extremo nordeste del delta del Nilo, en la desembocadura más oriental del Nilo llamada boca Pelusia, conocida como Ostium Pelusiacum. Su nombre egipcio era Per-Amón, Peromi o Sena. Cerca estaba Balouza derivado de Pelusium. Fue la ciudad más importante del este del Bajo Egipto. 

Pelusio (Pelusium) en la Vía Maris (violeta), costa mediterránea, el Camino de los Reyes (en rojo), y otras rutas comerciales en el siglo XIV a. C.

Estaba a treinta kilómetros al sureste de Puerto Saíd. La ciudad era llamada también Pelousion en griego, Pelusium en latín. Los coptos la llamaron Mud o Moun (Per-mud o Peremoun). Los hebreos la conocían como Sin (arameo). El nombre árabe es Tell el Farama (derivado del nombre copto Peremoun). 
Es citada, con el nombre de Sin, fortaleza de Egipto, en el Antiguo Testamento.

## Historia
Ciudad clave del Antiguo Egipto en la costa hacia Canaán, la antigua ciudad estaba situada varios kilómetros hacia el interior, aunque actualmente está más próxima a la costa. El producto principal de las tierras cercanas era el lino, y el "Linum Pelusiacum" era a la vez abundante y de gran calidad. También destacaba por su cerveza, denominada "bebida pelusíaca". Era una fortaleza fronteriza, clave en la frontera entre Siria y el mar. Dada su posición, era considerada "la llave de Egipto" por lo que estuvo expuesta al ataque de invasores y se libraron varias batallas importantes ante sus murallas, siendo en varias ocasiones asediada y tomada.
En 700 a. C., el ejército de Senaquerib (720-715 a. C.), rey de Asiria, llegó ante las murallas de Peromi, pero se retiró. Durante la retirada los egipcios le atacaron y derrotaron. 
Heródoto escribió que el faraón Psamético I (664-610 a. C.) dio tierras a los mercenarios de la Antigua Grecia jonios y carios en la ciudad de Bubastis, en la rama pelusíaca del río. No obstante, no se ha probado que el establecimiento de los mercenarios estuviese en la ciudad de Pelusio, ya que no se ha encontrado ningún resto del siglo VII a. C.
Los persas conquistaron la ciudad en el siglo VI a. C., hecho mencionado por Heródoto, pero tampoco se han hallado restos de esta época.
En 525 a. C., se libró la batalla de Pelusio en la que las fuerzas del rey persa Cambises II derrotaron a las de Psamético III. Se cuenta que durante el asedio de Pelusio, Cambises ideó una estratagema para vencer la resistencia de esta ciudad. Como los gatos eran sagrados allí, ordenó a sus soldados que los capturaran y los lanzaron con las catapultas hacia la ciudad. Al ver que los felinos corrían peligro de muerte, los habitantes se rindieron.
En 373 a. C., el sátrapa Farnabazo II de Frigia, se presentó con su flota ante Peromi, pero se retiró sin atacarla, debido a las medidas tomadas por el faraón Nectanebo I, quien inundó las tierras y bloqueó los canales navegables, por lo que la expedición naval fue un desastre. Pelusio fue conquistada en el 369 a. C. por los persas. La guarnición egipcia y cinco mil mercenarios griegos se rindieron, tras ser completamente derrotadas las fuerzas de Nectanebo.
En 333 a. C., entró en Pelusio el rey macedonio Alejandro Magno, sin lucha, y estableció una guarnición. Tras la muerte de Alejandro, el general Ptolomeo se hizo con el gobierno de Egipto y se convirtió en faraón.
En 321 a. C., el cuerpo embalsamado de Alejandro llegó a Pelusio, de camino a Alejandría donde sería inhumado en un gran mausoleo.
En 173 a. C., Antíoco IV Epífanes derrotó a Ptolomeo VI Filométor ante las murallas de la ciudad, y la conservó después de abandonar el resto de Egipto.
Más tarde (en época no establecida), retornó a los lágidas. 
En 55 a. C. Marco Antonio, general a las órdenes del procónsul Aulo Gabinio, derrotó a los egipcios cerca de Pelusio y la ocupó, pero respetó la vida de sus habitantes. 
En 48 a. C., Cleopatra fue a la ciudad dirigiendo un ejército de egipcios y mercenarios sirios y árabes contra su hermano y marido Ptolomeo XIII Filópator. En el mismo año, el (28 de septiembre) fue asesinado en la ciudad Pompeyo, que derrotado en Farsalia había huido hasta allí buscando la protección del faraón Ptolomeo, que fue quien le hizo matar y le envió la cabeza embalsamada a Julio César, cuando este llegó en octubre, y Pelusio cayó bajo él. 
En 31 a. C., después de la batalla de Actium, Augusto se presentó en Pelusio, y el gobernador Seleuco le abrió las puertas. La ciudad fue visitada por diversos emperadores romanos, entre ellos Tito (70), Adriano (130-131), y Septimio Severo (199-200). 
El astrónomo Claudio Ptolomeo residió allí.
En 501, la ciudad fue seriamente dañada por los persas. En 524, fue el primer lugar donde se informó de una grave plaga que pronto se extendió por todo el imperio y luego se denominará la peste de Justiniano. Desde esta época fue conocida principalmente por su nombre copto, Peremoun. 
En 618, Pelusio fue atacada y después conquistada temporalmente por los persas dirigidos por Cosroes II. En 640 fue ocupada por Amr ibn al-As después de una fuerte resistencia, y su caída condujo a la de todo Egipto, del que Amr fue el primer gobernador musulmán.
Hacia 870, Pelusium era un puerto de primera importancia de la red comercial de los mercaderes radanitas.
En 1117 fue arrasada por Balduino I de Jerusalén, que murió por una intoxicación alimentaria tras comer un plato de pescado del lugar. En 1169, se menciona un ataque del rey Amauro I de Jerusalén, pero los soberanos que gobernaron después de las cruzadas se preocuparon poco de los puertos y Pelusio, ya en declive, apenas vuelve a ser mencionada.
En la actualidad es sede de un obispo metropolitano de la Iglesia ortodoxa.

## Yacimiento arqueológico
La ciudad fue excavada por Jacques Cledal en el año 1910. En 1982, inició excavaciones Mohammed Abd el-Maksoud. En 1991, Tell el Farama y otros lugares próximos como Tell el-Makhzan y Kanais, considerados parte del «Gran Pelusium», fueron repartidos en concesiones a equipos egipcios, canadienses, suizos y británicos; Ahmed el-Tabai descubrió un anfiteatro y Mohammed Abd el-Samie una iglesia bizantina en Tell el-Makhzan.
En 2022 los arqueólogos encontraron los restos de un templo dedicado a Zeus Casio. Los investigadores ya conocían noticias sobre el templo, ya que, a principios de 1900, Jean Clédat había encontrado inscripciones griegas que demostraban la existencia del mismo, pero esta fue la primera vez que se llegaron a encontrar sus ruinas.